# لنا نانوشیان

لنا نانوشیان (ارمنی: Լենա Նանուշյան؛ انگلیسی: Lena Nanushyan؛ زادهٔ ۱ ژوئن ۱۹۷۵) پزشک، و دولت‌مرد اهل ارمنستان است.

## زندگی‌نامه
وی در ۱ ژوئن ۱۹۷۵ به دنیا آمد و از دانشگاه پزشکی دولتی ایروان (۱۹۹۸–۱۹۹۲)، مؤسسه ملی سلامت (۱۹۹۸–۲۰۰۰) و دانشگاه آمریکایی ارمنستان (۲۰۰۳–۲۰۰۵) فارغ‌التحصیل گشت. 